# La Bataille d'Alger
Pour les articles homonymes, voir Expédition d'Alger.
Pour plus de détails, voir Fiche technique et Distribution.
La Bataille d'Alger (italien : La battaglia di Algeri, arabe : معركة الجزائر), est un film algéro-italien de Gillo Pontecorvo, sorti en 1966.
Le récit se déroule pour l'essentiel entre 1954 et 1957 et prend pour cadre, comme son titre l'indique, la bataille d'Alger. Il s'agit d'une reconstitution de la vraie bataille d'Alger de 1957, à l'occasion du soulèvement de la population algérienne musulmane par le Front de libération nationale (FLN) contre le pouvoir colonial français, et de la tentative du détachement parachutiste de l'armée française de « pacifier » le secteur. Le film retrace principalement l'histoire d'Ali la Pointe lors de la bataille d'Alger, et de la lutte pour le contrôle du quartier de la casbah d'Alger, entre les militants du FLN et les parachutistes français de la 10e DP, pendant la guerre d'Algérie.
Le film a été nommé 3 fois aux Oscars et a été récompensé par le Lion d'or à la Mostra de Venise 1966. Il a été sélectionné comme l'un des 100 films italiens à sauver.

## Synopsis
En 1954 à Alger, le Front de libération nationale (FLN) diffuse son premier communiqué : son but est l'indépendance nationale vis-à-vis de la France, et la restauration de l'État algérien. Ali la Pointe interprété par Brahim Hadjadj, propose des parties de bonneteau. Repéré par la police, il s'enfuit mais se fait agresser par un passant, il réplique et se fait tabasser par le reste du groupe. Rattrapé par la police, il est arrêté. Emprisonné, il assiste par la fenêtre de sa cellule à l'exécution d'un nationaliste par guillotine. Le FLN le contacte.
Cinq mois plus tard, il réalise une première mission pour le FLN : il tire au pistolet sur un policier. L'arme, qui lui est fournie au dernier moment, n'est pas chargée. Il s'enfuit. En rencontrant plus tard El-hadi Jaffar, un homme important au sein du FLN, il apprend que cette mission était un test pour voir s'il était un agent d'infiltration de la police. Jaffar estime que l'organisation n'est pas encore prête à tuer un policier.
En avril 1956, le FLN décide de bannir l'usage et la vente des drogues dont l'alcool, la prostitution et le proxénétisme. Un homme ivre dans la rue est battu par des enfants. Ali la Pointe assassine un homme condamné à mort par le FLN. Des mariages clandestins sont organisés par le FLN.
Le 20 juin 1956, une série d'attentats vise des policiers. Leurs armes sont volées. Les policiers répliquent et tirent sur des hommes armés. Les postes de police sont renforcés, des barrages filtrants sont montés par la police et des rues sont condamnées, bloquant ainsi les quartiers arabes. Des restrictions sont prises pour la vente de produits pharmaceutiques destinés à soigner des blessures par balle, les responsables d'établissement sanitaire doivent déclarer à la police les blessés admis.
Le 20 juillet 1956, une nouvelle vague d'attentats fait trois morts chez les policiers. La population des quartiers européens se fait menaçante envers les Arabes. Un commissaire de police et ses amis pieds-noirs déposent une bombe dans la casbah, tuant plusieurs personnes. La population manifeste le lendemain, le FLN contient la manifestation. Trois femmes sont chargées de déposer des bombes. Pour sortir de la casbah sans se faire fouiller, elles s'habillent « à l'européenne ». Les bombes explosent dans deux cafés et dans une agence Air France.

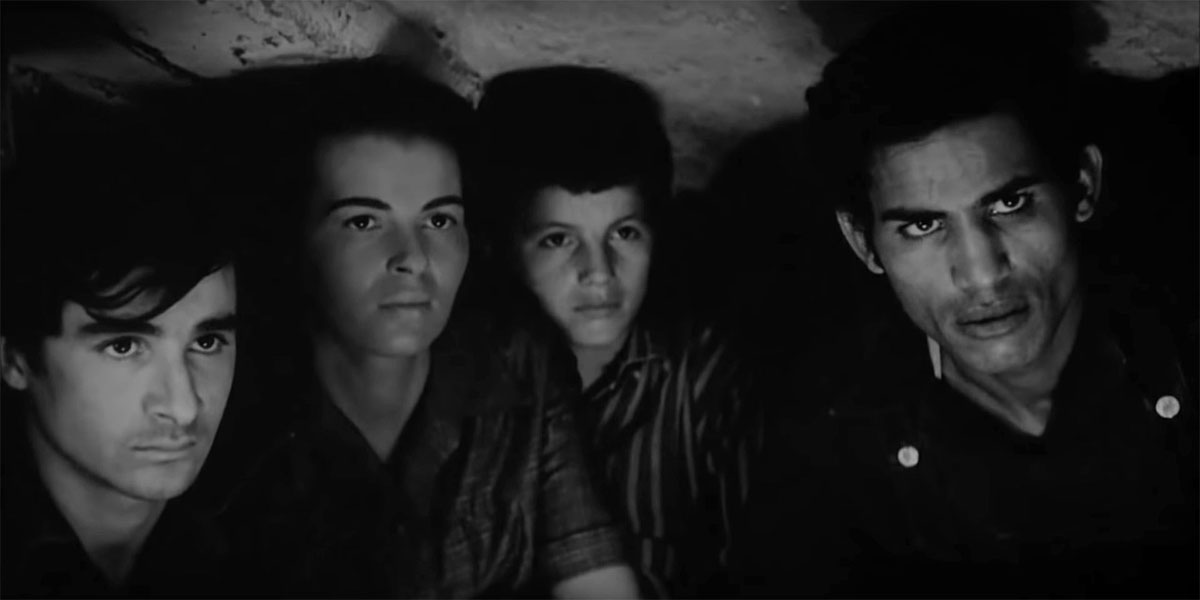
Abderrahmane Brahimi, Fouzia El Kader, Mohamed Ben Kassen et Brahim Hadjadj (Ali La Pointe), dans le film La Bataille d'Alger (1966)

Le 10 janvier 1957, les paras de la 10e DP entrent dans Alger avec pour mission de lutter contre l'activité des réseaux du FLN. Leur chef, le colonel Mathieu, comme il l'explique à ses officiers dans un briefing sur la guerre antisubversive, veut démanteler l'organisation pyramidale du FLN en procédant à des arrestations et des interrogatoires, sous-entendant le recours à la torture.
En prévision d'une discussion sur l'Algérie à l'Organisation des Nations unies (ONU), le FLN organise huit jours de grève générale pour montrer le soutien dont il dispose parmi la population. La grève est massivement suivie. Usant de violences, les militaires obligent une partie de la population à travailler. L'ONU refuse d'intervenir en Algérie.
Les méthodes de Mathieu s'avèrent efficaces, il obtient l'identité de l'État-major du FLN, dont font partie Jaffar et Ali la Pointe. Larbi Ben M'hidi, un des fondateurs du FLN est arrêté. Il meurt dans sa cellule dans des circonstances troublantes. La torture est employée au cours d'interrogatoires : chalumeau, électricité, eau... Les attentats continuent.
Les militaires remontent jusqu'à l'état-major du FLN. Pris au piège, Jaffar se rend le 24 septembre 1957. Le 8 octobre 1957, Ali la Pointe est aussi pris au piège avec d'autres combattants. Il ne se rend pas, l'armée fait exploser la cachette.
Le 11 décembre 1960, après deux années de calme, la population d'Alger manifeste. Des militaires tirent sur des manifestants. L'opinion publique française est influencée par ces manifestations. Des hommes politiques français cherchent alors à redéfinir la relation de la France avec l'Algérie. Finalement, le 2 juillet 1962, l'Algérie devient indépendante.

## Fiche technique
- Titre français : La Bataille d'Alger[2]
- Titre original italien : La battaglia di Algeri
- Titre original algérien : معركة الجزائر, Maarakat medinat el Djezaïr
- Réalisation : Gillo Pontecorvo
- Assistant réalisateur : Ruggero Deodato et Giuliano Montaldo
- Scénario : Franco Solinas d'après un livre de Yacef Saadi
- Musique : Ennio Morricone
- Musicien : Pierino Munari (it) : Tambour militaire solo, qui est entendu tout au long du film
- Photographie : Marcello Gatti
- Montage : Mario Morra et Mario Serandrei
- Production : Antonio Musu pour Igor Film (Italie) ; Yacef Saadi pour Casbah Film (Algérie)
- Production exécutive : Ruggero Deodato
- Sociétés de distribution : StudioCanal
- Budget : 800 000 dollars
- Pays de production :  Algérie et  Italie
- Langues originales : français, arabe, italien et anglais
- Format : noir et blanc - 1,85:1 - mono - 35 mm
- Genre : Guerre, drame, historique, politique, néoréalisme
- Durée : 121 minutes
- Mention CNC : interdit aux moins de 12 ans, art et essai (visa d'exploitation no 37251 délivrée le 1er juin 1970)[3]
- Date de sortie :
  - Italie : 31 août 1966 (Mostra de Venise 1966) ; 9 septembre 1966 (sortie nationale)
  - Algérie : 27 octobre 1966 (Alger)
  - France : 8 juin 1970[2]

## Distribution
- Brahim Hadjadj : Ali la Pointe
- Jean Martin : Le Colonel Philippe Mathieu
- Yacef Saâdi : Djafar, le chef de la Zone autonome d'Alger, (où il joue son propre rôle)
- Mohammed Beghdadi : Larbi Ben M'hidi
- Mohamed Ben Kassen : Petit Omar[4]
- Si Mohamed Baghdadi : Larbi Ben M'hidi
- Fouzia El Kader : Halima, l'une des filles du réseau bombes
- Samia Kerbash : Fathia
- Ugo Paletti : Le capitaine des parachutistes français
- Larbi Zekkal : Un combattant du FLN (non crédité au générique)
- Rouiched : Le rôle de l'ivrogne (non crédité au générique)

## Conception et réalisation

### Développement du scénario et production
Dès 1957, Gillo Pontecorvo et Franco Solinas souhaitent réaliser un premier film, nommé Paras, centré sur la figure d'un parachutiste français. Ils se documentent sur le sujet, aidés par leur ami Bernardo Valli, correspondant de guerre en Algérie. Ce projet de long-métrage, qui se déroulerait en Italie puis en Algérie, est alors centré sur l'histoire d'un parachutiste démobilisé, devenu photographe travaillant pour une agence de presse, et renvoyé à Alger pour couvrir les évènements de la fin de la guerre, notamment les attentats de l'OAS. Ils pensent alors à l'acteur américain Paul Newman pour le rôle titre. Finalement, ce projet de film est abandonné,.
Dans le même temps, Yacef Saadi, un des chefs militaires du FLN à Alger, souhaite adapter le livre qu’il a écrit pendant ses cinq ans d’emprisonnement, et fait publier dès l’été 1962, Souvenirs de la bataille d’Alger. Aidé par le réalisateur René Vautier, Saadi rédige un synopsis de vingt-cinq pages et le soumet à un certain nombre de producteurs parisiens, mais sans succès.

Jean Martin dans le rôle du Colonel Philippe Mathieu

Désespérant de voir le film être réalisé en France, il se tourne alors vers l’Italie. Il obtient un entretien avec Luchino Visconti qui décline le projet, mais lui suggère de le soumettre à Gillo Pontecorvo. Yacef Saadi propose alors à Pontecorvo l'idée d'un film fondé sur son expérience dans l'ALN. Le réalisateur communiste italien accepte mais à condition d'avoir carte blanche. Yacef Saadi obtient une aide financière du président algérien Ahmed Ben Bella et fonde sa société de production cinématographique, Casbah Films, largement financée par le jeune État algérien. Franco Solinas écrit alors sur un nouveau scénario, fondé en partie sur les mémoires de Saâdi, mais également sur ses propres recherches.

### Tournage
Le tournage de La Bataille d'Alger débute en 1965, trois ans après la fin des hostilités en Algérie, et dure six mois. Le film est tourné avec des non-professionnels, à l'exception de Jean Martin, signataire du Manifeste des 121, dans le rôle du colonel Mathieu à la tête des parachutistes français. Ali la Pointe, interprété par Brahim Hadjadj (crédité sous le nom de Brahim Haggiag au générique), est découvert par Gillo Pontecorvo dans une rue d'Alger. Yacef Saadi interprète son propre rôle, celui de chef FLN de la zone autonome d'Alger.
Ce film a été tourné dans la Casbah d'Alger, caméra à l'épaule. Les combattants survivants de la bataille d'Alger de 1957 ont servi de conseillers techniques. Certaines scènes d'intérieur, dont celle de la réception au cours de laquelle le commissaire prend congé d'une maîtresse de maison, ont été visiblement réalisées en France. Les premières images ont été tournées à la cité Climat de France, 5 000 logements, construite par l'architecte Fernand Pouillon juste au-dessus de Bab El Oued.
Le président algérien Houari Boumédiène met à disposition les véhicules, les uniformes et même des soldats pour les besoins du tournage. Ainsi, les véhicules de transport de troupes et les chars de l'armée française que l'on peut voir dans le film ne sont pas français mais russes, en effet, ce sont des VTT BTR-152 et des automoteurs blindés SU-100 prêtés par l'armée algérienne qui se fournissait en URSS.
Le tournage ayant eu lieu à Alger au moment du coup d'État de 1965, les chars utilisés pour le film ont entraîné la confusion des autorités avec les vrais chars du putsch, ce qui a grandement facilité ce dernier.

## Comparaison avec les faits réels
Le film se base sur des faits réels. Ainsi on voit le commissaire et Henri qui vont rue de Thèbes dans la Casbah d'Alger, poser une bombe. L'attentat fait de nombreuses victimes tuées dans leur sommeil (80 morts et une centaine de blessés). Plusieurs d'entre elles sont des enfants.
Le passé de délinquant du héros du film, Ali la Pointe, est évoqué. Son côté romantique transparaît principalement dans sa volonté de lutter sans concession (il est contre l'arrêt des attentats pendant la grève générale) et surtout dans son sacrifice final, préférant la mort plutôt que la capture et la torture déshumanisante. Son courage, ainsi que celui de beaucoup de combattants algériens morts pour leur cause, sera salué par le colonel Philippe Mathieu (inspiré de la figure du colonel Bigeard'[source insuffisante]).

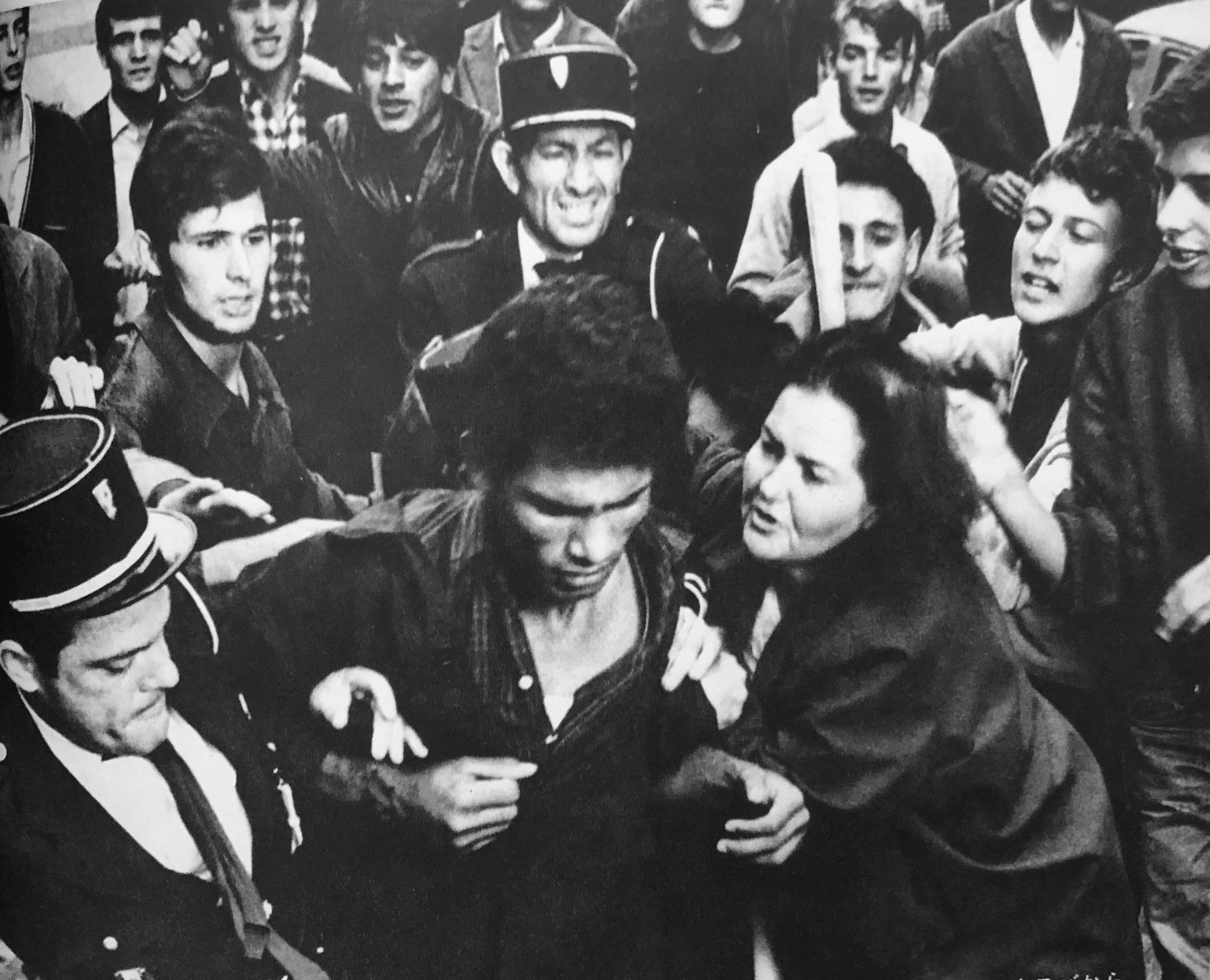
Brahim Hadjadj dans le rôle de Ali la Pointe dans le film La Bataille d'Alger.

Les attentats du FLN sont bien présentés comme des actes de terreur : assassinats de gendarmes et de policiers, scène des attentats à la bombe dans le Bar, la discothèque et l'agence Air France, où la caméra s'attarde longuement sur les victimes avant l'explosion : des gens tout à fait normaux, des enfants (comme ce fut le cas pour Nicole Guiraud (10 ans) et Danielle Michel-Chich (7 ans) victimes de l'attentat du Milk-Bar). Après l'explosion, le calvaire des victimes est également abondamment présenté, amplifié par le fait que quelques minutes auparavant ceux-ci étaient tranquillement en train de danser ou de boire un verre.
Le colonel Mathieu est présenté comme un soldat digne qui a une mission difficile, et qui doit utiliser des moyens exceptionnels. À aucun moment il n'est présenté comme un monstre ou un tortionnaire. Dans de très nombreuses scènes le personnage a le loisir d'exprimer son point de vue et de justifier ses actions'[source insuffisante]. Le colonel Mathieu présente l'« interrogatoire » comme méthode pour obtenir des réponses. Cependant, historiquement la torture a commencé avant l'intervention de l'armée.
La question de la torture est abordée comme un constat : seules quelques scènes montrent des actes de torture sur des personnes dont on ne sait pas si elles sont « coupables » ou pas. On peut y voir la brutalité des méthodes, et leur gratuité car ces séquences ne participent pas à la diégèse du film. Elles existent pour et par elles-mêmes, sans dénonciation ou culpabilisation, mais posant un constat glacial sur la réalité des pratiques de l'armée française pendant la guerre. 
Cependant le film présente la torture comme ayant été efficace pour démanteler le réseau du FLN d'Alger, ce qui est aujourd'hui une position très controversée'[source insuffisante]. Ainsi, dans une des premières scènes, après avoir torturé un homme, les soldats offrent du café au prisonnier et le rassurent, quand bien même ils obéissent au plan d'action de l'armée : utiliser ledit homme afin de parvenir au cœur de l'organisation du FLN, pour démanteler ce dernier. Qu'en est-il de la réalité ? Henri Alleg décrit le centre de tri où il était détenu comme "Une école de perversion pour les jeunes Français", un avis partagé par Pierre Leulliette, membre du 2e Régiment de Parachutistes Coloniaux (2e RPC) : « Au début, dit-il, les paras abordèrent ces méthodes, plutôt nouvelles pour eux, d'abord avec réticence, puis de bon cœur».
Pour Ken Loach, La Bataille d'Alger est un film anti-impérialiste qui montre l'impact du colonialisme sur la vie quotidienne de gens ordinaires.

## Réception par la critique
La présentation officielle de ce film à la Mostra de Venise 1966 suscita la mauvaise humeur de la délégation française qui n'assista pas à la projection du film. Par la suite, la défiance initiale se transforma en vindicte contre le jury et contre les responsables de la Mostra lorsque les officiels français - Robert Bresson et François Truffaut étaient pressentis comme vainqueurs - apprirent que le Lion d'Or était attribué à Gillo Pontecorvo et La Bataille d'Alger ; le film reçut ainsi le Lion d'Or malgré l'opposition de la France.
Pour le critique suisse Freddy Buache, « la passion, teintée de chauvinisme généralement inavoué, brouilla les jugements ; on proclama le film partisan, caricatural et, pour tout dire médiocre […] ». Puis il ajoute que nous sommes, selon lui, « en présence d'une œuvre magnifique et rigoureuse qui évite avec une rare délicatesse l'ensemble des défauts énumérés avec complaisance à son sujet : pas de manichéisme, pas d'exploitation romanesque d'un thème qui demeure d'un bout à l'autre grave et lyrique ».
Il fait partie des 100 films italiens à sauver, une initiative qui a pour finalité de mettre en avant 100 pellicules de films qui ont contribué au changement de la mémoire collective de l'Italie entre 1942 et 1978. Selon le classement établi par Sight & Sound, revue de cinéma du British Film Institute, La Bataille d’Alger est classé le 48e film sur les 50 meilleurs films de tous les temps, et 120e sur la liste du magazine Empire des 500 meilleurs films de tous les temps.

### Réception en France
Le réalisateur et journaliste communiste Gillo Pontecorvo et l'acteur-producteur et membre du FLN Yacef Saadi ont constitué un témoignage portant sur un épisode de la guerre d'Algérie particulièrement impitoyable,.
Initialement interdit en France, le film est diffusé brièvement en 1970 mais retiré des écrans, sous la pression d'associations d'anciens combattants, de manifestations d'extrême droite, après une campagne haineuse et des menaces d'attentats à la bombe. Plusieurs projections sont annulées après différents incidents à Orléans, à Laval et à Lons-le-Saunier. À Saint-Étienne, le projectionniste découvre un sac bourré d'explosifs.
Le film attendit 1971 pour sortir normalement. Le 10 décembre 1980, une forte charge de plastic, placée dans le hall d'un cinéma de Béziers qui projetait La Bataille d'Alger, explose et cause d'importants dégâts matériels. En janvier 1981, à Paris, deux personnes sont blessées lors d'un attentat contre le cinéma Saint-Séverin.
Le film resta censuré à la télévision en France, jusqu'en 2004, car considéré comme un film de propagande, brisant des tabous sur le comportement militaire français au cours de ce qui ne s'est longtemps appelé en France que de simples événements, et s'attaquant à des traumatismes alors récents.
Ce film a inspiré R.A.S. (1973) d'Yves Boisset.

## Analyses
Christelle Taraud, qui utilise le film en 2008 comme « source primaire » d'une étude des enfants de rue jusqu'aux années 1960, le décrit ainsi : « Le fait que La bataille d’Alger soit de plus clairement un film de propagande [...] accentue encore l’idée que le discours qui y est véhiculé procède, au même titre qu’un tract ou qu’un communiqué du FLN, de l’énoncé du projet politique et de la place que chacun doit y trouver. » Selon l'historienne, à travers la figure d'Ali la pointe, le film montre bien, non « seulement la reprise en main politique de la casbah mais aussi sa moralisation ». L'« Algérie virile » qui s’exprime dans le cadre de la lutte pour l’indépendance fabrique dans un premier temps des héros et des martyrs à l’image d’Ali la pointe et du petit Omar, puis  impose « dans l’État post-colonial, un projet politique reposant sur une normalisation, une uniformisation et une moralisation de la société algérienne ». Dans le même temps, le film rejette dans l’ombre une histoire complexe et ambiguë, qui lie « mixité sexuelle et prostitution (féminine et masculine), jeunesse déclassée et nationalisme, assimilation et identité hybride, dont les yaouleds étaient les produits volontaires ou forcés ».

## Influences du film
Le film, qui a été produit pendant l'ère de la décolonisation, a inspiré des mouvements de militantisme anti-impérialiste, des luttes ouvrières et des mouvements étudiants dans le monde entier. Il a été interdit dans plusieurs pays tels qu'en Afrique du Sud (pendant l'apartheid), au Brésil, dans l'État impérial d'Iran, au Mexique, en Uruguay et dans d'autres endroits, en raison de la crainte d'incitation à la rébellion.
Pendant le procès qui s'est tenu à New York en 1971 des Panther 21, des membres du Black Liberation Army accusés de conspirer afin de faire exploser des bombes dans les grands magasins, les commissariats de police et d'autres endroits à travers la ville, le procureur, dans une tentative d'influencer le jury vers une condamnation, a montré le film aux jurés pour démontrer qu'ils y ont tiré leur inspiration. Les forces de l'ordre pour contrer leurs attaques l’ont également visionné afin d'adapter leurs tactiques et stratégies.
Le film est évoqué dans le livre Chien Blanc de Romain Gary lorsque Lloyd Katzenelenbogen conduit le narrateur vers la nouvelle résidence de Keys.
Des dialogues du film figurent dans le titre Elegy (1987) du groupe In the Nursery.
En 2016, deux rappeurs algériens, Donquishoot (Rabah, membre du groupe de rap MBS) et Diaz (Farid), sur des images en noir et blanc du réalisateur Gillo Pontecorvo, se réapproprient le héros national de la guerre d’indépendance algérienne, dans un texte très politique qui laisse entendre que les inégalités de l’époque de la colonisation n’ont pas complètement disparu.
Le thème principal composé par Ennio Morricone a été repris par Quentin Tarantino pour son film, Inglourious Basterds (2009).
En 2004, sort le documentaire de 17 minutes Five Directors On The Battle of Algiers dans le coffret 3 DVD de la réédition du film La Bataille d'Alger. On y découvre un regard approfondi sur le film à travers les yeux de cinq réalisateurs établis et accomplis : Spike Lee, Steven Soderbergh, Oliver Stone, Julian Schnabel et Mira Nair. Ils expliquent comment les plans, la cinématographie, la scénographie, le son et le montage ont directement influencé leur propre travail et à quel point les séquences du film semblent incroyablement réalistes, malgré l'affirmation selon laquelle tout dans le film a été mis en scène.

## Le film: source d'instructions pour les militaires
Ce film était régulièrement projeté aux stagiaires étrangers de l'École des Amériques (installée tout d'abord au Panama puis sur le territoire américain), dans le cadre des études relatives aux guerres de type révolutionnaire. Le réalisme poussé de la mise en scène et du scénario ont fait que ce film a été utilisé à contre-emploi par certains services de renseignement.
Selon le journal Le Monde (8 septembre 2003), quelques mois après le début de l'intervention de la coalition en Irak, les officiers de l’état-major de l'armée américaine et quelques civils sont invités à visionner le film La Bataille d'Alger dans un auditorium au Pentagone, afin d'avoir un aperçu de la guerre subversive menée par la France durant cette période et faire un parallèle avec les problèmes rencontrés lors de l'occupation de Bagdad durant la guerre en Irak. Et sur les cartes d'invitation envoyées à ces officiers de l’état-major, on peut lire ceci : « Comment gagner la bataille contre le terrorisme et perdre la guerre des idées ? »
L'invitation stipulait aussi : « Des enfants tirent sur des soldats à bout portant, des femmes mettent des bombes dans des cafés et bientôt toute la population arabe communie dans une ferveur folle. Les Français ont un plan, ils obtiennent un succès tactique, mais ils subissent un échec stratégique, cela vous rappelle quelque chose ? Pour comprendre pourquoi, venez à cette projection rare. » D'après Donald Rumsfeld qui a assisté à la projection du film, « La Bataille d'Alger est un modèle d'enseignement sur la guérilla urbaine pour mieux comprendre le développement de la guerre en Irak ».

## Distinctions

### Récompenses
- Mostra de Venise 1966 : Lion d'or (ce qui provoqua la colère de la délégation française) et Prix FIPRESCI de la Mostra de Venise.
- New York Film Critics Circle pour le meilleur film en langue étrangère.
- Prix de la Ville de Venise au Mostra de Venise 1966.
- Prix de la Société nationale des critiques de cinéma aux États-Unis.
- Rubans d'argent du meilleur réalisateur, producteur et photographie au Syndicat national des journalistes cinématographiques italiens.
- Gobelets d'Or du meilleur réalisateur.
- UN-Award, British Academy of Film and Television Arts/BAFTA 1972[36].
- Kinema Junpo Awards 1968[37]

### Nominations
- Rubans d'argent : meilleur scénario, musique et design de production au Syndicat national des journalistes cinématographiques italiens.
- Oscars 1967 : meilleur film en langue étrangère
- Oscars 1969 : meilleur réalisateur et meilleur scénario original
- Le film a été nommé lors de deux années différentes aux Oscars, en 1967 et 1969[37].